# Oncidium hieroglyphicum
Oncidium hieroglyphicum är en orkidéart som beskrevs av Heinrich Gustav Reichenbach och Josef Ritter von Rawicz Warszewicz. Oncidium hieroglyphicum ingår i släktet Oncidium och familjen orkidéer. Inga underarter finns listade i Catalogue of Life.